# 1036
1036 (MXXXVI) var ett skottår som började en torsdag i den julianska kalendern.

## Händelser

### Okänt datum
- Go-Suzaku tillträder Japans tron.
- Edvard Bekännaren försöker ta över den engelska tronen från Harald Harfot.
- Vikingahövdingen Ingvar Vittfarne inleder Ingvarståget till Gårdarike och Särkland.
- Camera obscura beskrivs av Ibn Al-Haitham.

## Födda
- Anselm av Lucca, italiensk biskop.
- Odo av Bayeux, normandisk biskop och engelsk earl.

## Avlidna
- Go-Ichijo, japansk kejsare.
- Sven Knutsson, jarl över Norge 1029–1035 under den danske kungen Knut den store.